# Johann Georg Müchler

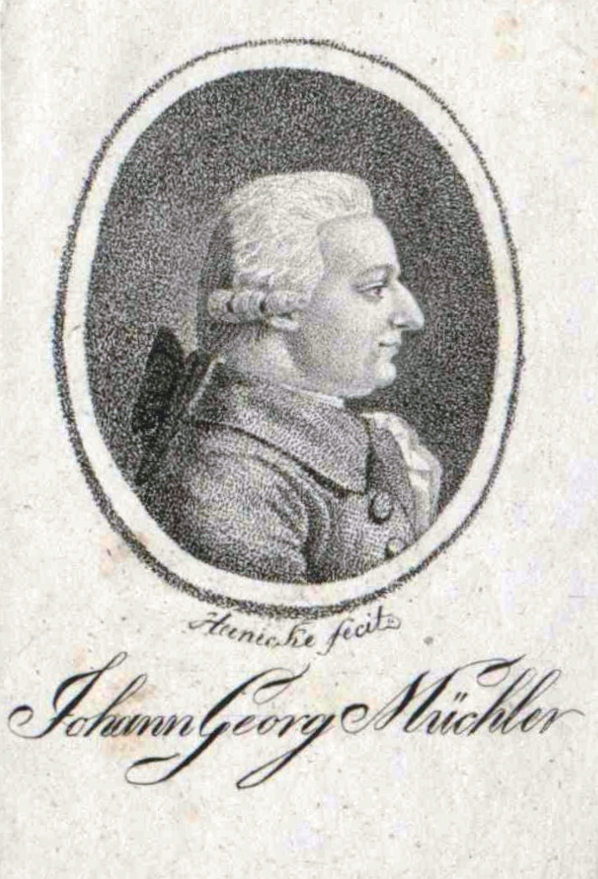
Johann Georg Müchler

Johann Georg Philipp Müchler (* 23. September 1724 in Drechow in Schwedisch-Pommern; † 9. August 1819 in Berlin) war ein deutscher Pädagoge, Publizist und Übersetzer.

## Leben
Georg Müchler studierte an der Universität Greifswald. Er war anschließend als Erzieher und Hauslehrer tätig und unterrichtete ab 1750 an einem Berliner Gymnasium. Ab 1759 war er Latein- und Französischlehrer am Collegium Groeningianum in Stargard in Hinterpommern. Aus Unzufriedenheit mit schulischen Neuerungen, die an den preußischen Gymnasien eingeführt worden waren, gab er dieses Amt 1773 freiwillig auf.  Danach war er eine Zeitlang als Privatgelehrter tätig. 1784 wurde er Leiter des Schindlerschen Waisenhauses in Berlin. Ab 1785 war er außerdem Professor für Latein an der Militärakademie.
Müchler war Autor mehrerer bekannter Schullesebücher für Englisch, Französisch und Italienisch. Er verfasste pädagogische Schriften, trat mit fiktiven Briefsammlungen hervor und war Herausgeber mehrerer Zeitschriften. Er war mit Moses Mendelssohn befreundet. Gemeinsam mit ihm wollte er in Berlin für die drei verstorbenen Philosophen Gottfried Wilhelm Leibniz, Johann Georg Sulzer und Johann Heinrich Lambert ein Monument errichten lassen und hatte sich deshalb mit einem Schreiben  an Friedrich den Großen gewandt, das dieser am 24. April 1785 beantwortete.  1789 gab er einige  Zeitschriften-Aufsätze Mendelssohns als Sammelbändchen unter dem Titel Kleine philosophische Schriften heraus. Er übersetzte unter anderem Werke von Alexander Pope und Voltaire sowie Aufsätze von James Harris und anderen Autoren.
Johann Georg Müchler war der Vater des Schriftstellers Karl Friedrich Müchler.

## Schriften
- Lehrreiche Unterredung des Vaters mit seinem Sohne über die ersten Gründe der Religion und der Sittenlehre. Nebst einem aus dem Französischen übersetzten Anhang: Die Religion der Frauenzimmer.  Berlin 1755, 180 Seiten (Volltext).
- Ermahnung der Toten, in Briefen an die Lebendigen. 1756.
- Merkwürdigkeiten August Wilhelms Prinzen von Preußen, welche auch viele Begebenheiten zur brandenburgischen Geschichte enthalten. Frankfurt/M. und Leipzig 1759. 80 Seiten  (Volltext).
- Briefe von Sir Georg R. – an seinen Freund Sir Carl B. – über die Bayerischen Angelegenheiten. 1778.
- Tabellen und Fragen über das Vornehmste aus der Mythologie. 1780. 94 Seiten.